# جعاولة (الهايي)
جعاولة (بالفارسية: جعاوله) هي قرية وتقع في إيران في قسم الهايي الريفي. يقدر عدد سكانها بـ 867 نسمة بحسب إحصاء 2016.